# RPL22L1
RPL22L1 (англ. Ribosomal protein L22 like 1) – білок, який кодується однойменним геном, розташованим у людей на 3-й хромосомі. Довжина поліпептидного ланцюга білка становить 122 амінокислот, а молекулярна маса — 14 607.
| 10         |  | 20         |  | 30         |  | 40         |  | 50         |
| ---------- |  | ---------- |  | ---------- |  | ---------- |  | ---------- |
| MAPQKDRKPK |  | RSTWRFNLDL |  | THPVEDGIFD |  | SGNFEQFLRE |  | KVKVNGKTGN |
| LGNVVHIERF |  | KNKITVVSEK |  | QFSKRYLKYL |  | TKKYLKKNNL |  | RDWLRVVASD |
| KETYELRYFQ |  | ISQDEDESES |  | ED         |  |            |  |            |

A: Аланін

D: Аспарагінова кислота

E: Глутамінова кислота

F: Фенілаланін

G: Гліцин

H: Гістидин

I: Ізолейцин

K: Лізин

L: Лейцин

M: Метіонін

N: Аспарагін

P: Пролін

Q: Глутамін

R: Аргінін

S: Серин

T: Треонін

V: Валін

W: Триптофан

Кодований геном білок за функціями належить до рибонуклеопротеїнів, рибосомних білків, фосфопротеїнів. 